# Midtdjurs Kommune
| Strukturdaten       | Strukturdaten    |
| ------------------- | ---------------- |
| Sitz der Verwaltung | Kolind           |
| Fläche              | 178,67 km²       |
| Einwohner           | 7.685 (2003)     |
| Kommune seit 2007   | Syddjurs Kommune |

Midtdjurs Kommune war bis Dezember 2006 eine dänische Kommune auf der Halbinsel Djursland im Osten Jütlands im damaligen Århus Amt. Seit Januar 2007 ist sie zusammen mit  den Kommunen Ebeltoft, Rosenholm und Rønde Teil der neugebildeten Syddjurs Kommune.
Midtdjurs Kommune entstand im Zuge der Verwaltungsreform des Jahres 1970 und umfasste folgende Sogne:
- Nødager Sogn (Landgemeinde Nødager)
- Kolind Sogn, Ebdrup Sogn und Skarresø Sogn (Landgemeinde Kolind-Ebdrup-Skarresø)
- Marie Magdalene Sogn und Koed Sogn (Landgemeinde Marie Magdalene-Koed)
- Nimtofte Sogn und Tøstrup Sogn (Landgemeinde Nimtofte-Tøstrup)